# Ferdinand Mbaou
Ferdinand Mbaou, né le 12 octobre 1956 à Mouyondzi (Congo français), est un officier et un homme politique congolais.

## Biographie
Directeur de la sécurité présidentielle sous le régime de Pascal Lissouba (1992-1997), Ferdinand Mbaou s'exile en France après la prise de pouvoir de Denis Sassou-Nguesso.
En juillet 2009, il rentre au Congo et est arrêté quelques jours plus tard en raison de ses liens avec l'opposant Emmanuel Ngouélondélé. Il est libéré en février 2010.

### Tentative d'assassinat
Installé à Bessancourt, au nord de Paris, Ferdinand Mbaou est sérieusement blessé par balles le 10 novembre 2015. L'agresseur n'est ni identifié ni arrêté,. 

### Gel des avoirs
Le 18 janvier 2017, les autorités françaises gèlent ses avoirs financiers, ainsi que ceux des opposants et réfugiés tchadiens Mahamat Nouri (groupe rebelle UFDD) et Mahamat Mahdi Ali (groupe rebelle Front pour l’alternance et la concorde au Tchad, FACT), au titre de l’article L562-1 du code monétaire et financier qui prévoit «le gel de tout ou partie des fonds, instruments financiers et ressources économiques […] qui appartiennent à des personnes physiques ou morales qui commettent, ou tentent de commettre, des actes de terrorisme». Cette sanction interroge du fait de la non-implication des trois opposants politiques dans le terrorisme et la discrétion de la publication du décret. Cependant, les bonnes relations de Jean-Yves Le Drian avec Idriss Déby et Denis Sassou-Nguesso sont connues.

### Un possible deuxième projet d'assassinat
À l'été 2018, trois anciens agents français de la DGSE sont arrêtés en France et inculpés pour association de malfaiteurs et détention d'explosifs. Les trois ex-agents sont Alain Brunet, reconverti en détective privé, Bruno Susini, devenu chanteur folklorique corse, proche de Bernard Squarcini et du pouvoir de Brazzaville, et Daniel Forestier, installé à Lucinges. Un quatrième homme, « Laurent R. », chauffeur en Suisse d'une fille de Noursoultan Nazarbaïev, est recherché sans succès. Selon la justice française, ils projetaient d'assassiner Ferdinand Mbaou. 
L'enquête sur la tentative de meurtre de M. Mbaou est classée sans suite par la justice française en octobre 2018.
Le 14 mars 2019, Ferdinand Mbaou dépose une nouvelle plainte avec constitution de partie civile. Quelques jours plus tard, le 21 mars 2019, Daniel Forestier, l'un des trois agents de la DGSE soupçonnés, est découvert mort, tué de cinq balles en Haute-Savoie.
La plainte avec constitution de partie civile oblige la justice française à rouvrir l'enquête sur la tentative d'assassinat dont il a fait l'objet, quoique très tardivement, en juillet 2020.